# Henrik II. Pobožni
Henrik II. Pobožni  (poljsko Henryk II Pobożny) je bil vojvoda Šlezije in od leta 1238 do svoje smrti veliki vojvoda Poljske in vojvoda južne Velikopoljske, * 1196,  † 9. april 1241, Legniško polje.
Leta 1238 In 1239 je bil tudi regent Sandomierza in Opole–Racibórza. Bil je sin vojvode Henrika I. Bradatega in član šlezijske veje dinastije Pjastov. Oktobra 2015 je rimskokatoliška dioceza Legnica sprožila postopek za njegovo beatifikacijo in zanj dosegla naslov božji služabnik.

## Zgodnje življenje
Henrik Pobožni je bil drugi sin poljskega velikega vojvode Henrika Bradatega in Hedvike Andeške.  Njegov starejši brat Boleslav je umrl leta 1206. Leta 1213 je med lovom umrl tudi njegov mlajši brat Konrad Kodravi, tako da je mladi Henrik postal edini dedič Spodnje Šlezije. Okoli leta 1218 se je njegov oče dogovoril za  Henrikovo poroko z Ano, hčerko češkega kralja Otokarja I. Družinska zveza s kraljevo dinastijo Přemyslidov je Henriku Pobožnemu omogočila dejavno sodelovanje v mednarodni politiki.
Henrik Bradati se je zelo zgodaj odločil za svojega naslednika in dediča imenovati  svojega edinega preživelega sina Henrika, ki je bil od leta 1222 sopodpisnik očetovih dokumentov. Po letu 1224 je imel svoj pečat in notarja. 
Leta 1227 so med srečanjem vojvod Pjastov v Gąsawi on, Henrik Bradati in Lešek I. Beli padli v zasedo, v kateri je bil Lešek ubit, Henrik Bradati pa resno ranjen. Henrik Pobožni je postal začasni vojvoda.  Leta 1229 je Henrika Bradatega ujel vojvoda Konrad I. Mazovski in mladi Henrik Pobožni je spet deloval kot začasni vojvoda. V letih 1229–1230 je vodil vojaški pohod, da bi si povrnil in zavaroval posest Ljubuška dežela, v letih 1233–1234 pa je dejavno podpiral očetovo deovanje v Prusiji in Velikopoljski. Leta 1234 je Henrik Bradati svojega sina imenoval za sovladarja. Oče je kasneje zavzel vojvodini Krakov in Šlezijo in sinu predal vojvodini Šlezijo in Velikopoljsko. Ko je Henrik Bradati 19. marca 1238 umrl, je Henrik Pobožni postal vojvoda Šlezije, Krakova in Velikopoljske.

## Samostojni vladar
Henrik Pobožni je po očetu podedoval Spodnjo Šlezijo. Južni Velikopoljski in Krakovu so vladali vojvode Pjasti, čeprav je pokojni vojvoda Velikopoljske in Krakova Vladislav III. vsa svoja ozemlja zapustil Henriku Bradatemu. Oporoke nista upoštevala niti mazovski vojvoda Konrad II. niti Vladislav III., nečak Vladislava Odoniča.
Henrik II. je lahko med mladoletnostjo Mješka II. Debelega in Boleslava V. Čednega obdržal njuni vojvodini Opole-Racibórz v Zgornji Šleziji  in Sandomierz. Leta 1239 je bil prisiljen odstopiti od regentstva, vendar je ostal v dobrih odnosih z opolskimi in sandomierskimi vojvodami ter uspel obdržati velikopoljski Kalisz in Wieluń.
Razmere na severozahodu Poljske so bile bolj zapletene. Mejni grof Oton III. Brandenburški je zavzel pomembno velikopoljsko trdnjavo Santok in oblegal Lubusz. Henrik II. je podedoval tudi spore s Konradom Mazovskim, Vladislavom Odoničem in Cerkvijo, ki jo je vodil gnieznenski nadškof Pelka. Razmere so se nepričakovano spremenile po smrti Vladislava Odoniča  5. junija 1239. Pokojni je zapustil mladoletna sinova Przemisła I. in Boleslava Pobožnega. Henrik II. je prevzel večino Odoničevih posestvi, vključno z Gnieznom, Naklo in Notecijo pa je prepustil Odončevima sinovoma.
Henrik Pobožni je nato opustil tradicionalno zavezništvo svoje družine s cesarsko hišo Hohenstaufen in podprl papeža Gregorja IX., s čimer je takoj rešil svoj spor s Cerkvijo. Nato je končal svoje spore s Konradom Mazovskim, tako da se je dogovoril za poroko dveh svojih hčera z dvema Konradovima sinovoma: Gertrude z Boleslavom in Konstance s Kazimirjem I. Kujavskim. Leta 1239 je Henrik II. po Henrikovi zmagi v bitki pri Lubuszu od mejnega grofa Otona III. ponovno pridobil trdnjavo Santok.

## Invazija Mongolov in smrt
Na vzhodu se je nepričakovano pojavil nov nevaren nasprotnik: Mongoli pod vodstvom Batu kana, ki si je po zasedbi Kijevske Rusije za svojo naslednjo tarčo izbral Kraljevino Ogrsko. Batu kan je spoznal, da mora obvladati Poljsko, preden lahko zavzame Ogrsko. Januarja 1241 je poslal izvidniške čete v Lublin in Zawichost. Invazijo je mesec dni kasneje začela vojska 10.000 mož pod vodstvom Orda kana. V Malopoljski so Mongoli naleteli na šibak odpor. V bitki pri Turskem (13. februarja) in v bitkah pri Tarczku in Chmielniku (18. marca) so porazili in pobili skoraj vse krakovsko in sandomiersko plemstvo, vključno s krakovskim vojvodom Vladimirjem  in kastelanom Klementom Brzeźniškim. Vsa Malopoljska, vključno s Krakovom in Sandomierzom, je padla v roke Mongolov.
Henrik ni čakal na obljubljeno pomoč zahodnih vladarjev in začel v Legnici zbirati preživele malopoljske čete ter lastne sile iz Šlezije in Velikopoljske. Evropski vladarji so bili osredotočeni na boj med Svetim rimskim cesarstvom in papežem in so ignorirali Henrikove prošnje za pomoč. Edini tujci, ki so se mu pridružili, so bili češki kralj Venčeslav I. in združene sile nekaterih vitezov templjarjev. Nekateri viri poročajo, da so evropske sile ustavile svoje čete pred Legnico, verjetno v strahu, da bi krščanska vojska postala lahek plen Mongolov. Bitka pri Legnici je potekala 9. aprila 1241. Henrik je bil v bitki poražen in ubit.
Za Henrikov poraz se v veliki meri krivi evropske monarhe, zlasti cesarja Friderika II. in ogrskega kralja Bélo IV., ki sta zavrnila pomoč, in nepričakovan umik iz bitke Henrikovega zgornješlezijskega bratranca Mješka II. Debelega s pomočjo mongolske zvijače.
Henrikovo smrt opisujeta dva vira: Jan Długosz, ki velja za vprašljivega, in Historia Tartarorum C. de Brigia, ki temelji na poročilih prič in velja za bolj zanesljivega. Mongoli niso nameravali zasesti Poljske in so kmalu zatem odšli skozi Moravsko na Ogrsko, da bi se povezali z Batu kanovo glavnino vojske. Henrikovo golo in obglavljeno telo je zaradi šestih prstov na levi nogi prepoznala njegova žena. Šest prstov so potrdili leta tudi 1832, ko so odprli njegovo grobnico. Henrik je bil pokopan v kripti frančiškanske cerkve sv. Vincenca in Jakoba v Vroclavu (Breslau).
Čeprav je vladal le tri leta, je ostal v spominu Šlezije, Velikopoljske in Krakova kot popoln krščanski vitez, gospod in mučenik, čigar sijajno kariero je nenadoma končala zgodnja smrt. Po njegovi smrti se je rodbina šlezijskih Pjastov razdrobila na številne šlezijske vojvode, ki, razen Henrikovega vnuka Henrika IV. Pravega, niso mogli več vladati  kot poljski veliki vojvode in so nato prišli pod vpliv sosednjega Češkega kraljestva.
Leta 1944 je  truplo Henrika Pobožnega izginilo, potem ko so ga nemški znanstveniki vzeli iz njegove grobnice za laboratorijske preiskave, ki naj bi dokazale, da je bil Arijec.

## Soproga in otroci
Henrik se je nekje med letoma 1214 in 1218 poročil z Ano, hčerko češkega kralja Otokarja  I. Njuni otroci so bili:
- Gertruda (1218/1220 – 23./30. april 1244/1247), poročena leta 1232 z Boleslavom I. Mazovskim,
- Konstanca (1221/1227 – 1253/3. maj 1257), poročena leta 1239 s Kazimirjem I.  Kujavskim.
- Boleslav II. Rogati (1220/1225 – 26./31. december 1278,
- Mješko (1223/1227 – 1241/1242),
- Henrik III. Beli (1222/1230 – 3. december 1266,
- Elizabeta (1224/1232 – 16. januar 1265), poročena leta 1244 s Przemyslom I. Velikopoljskim,
- Konrad (1228/1231 – 6. avgust 1273/1274),
- Vladislav (1237 – 27.  april 1270, pokopan v salzburški stolnici), kancler Češke (1256), passauski škof (1265) in salzburški nadškof (1265–1270),
- Agneza (123/1236 – 14. maj po 1277), opatinja samostana sv. Klare v Trebnitzu, in
- Hedvika (1238/1241 – 3. april 1318), opatinja samostana sv. Klare v Vroclavu.